# Монтерей-Парк (Каліфорнія)
Монтерей-Парк (англ. Monterey Park) — місто (англ. city) в США, в окрузі Лос-Анджелес штату Каліфорнія. Населення — 61 096 осіб (2020).

## Географія
Монтерей-Парк розташований за координатами 34°2′54″ пн. ш. 118°7′59″ зх. д. / 34.04833° пн. ш. 118.13306° зх. д. (34.048330, -118.133183).  За даними Бюро перепису населення США в 2010 році місто мало площу 20,03 км², з яких 19,87 км² — суходіл та 0,16 км² — водойми.

## Демографія
Згідно з переписом 2010 року, у місті мешкало 60 269 осіб у 19 963 домогосподарствах у складі 15 241 родини. Густота населення становила 3009 осіб/км².  Було 20850 помешкань (1041/км²).
Расовий склад населення:
| - 66,9 % — азіатів - 19,4 % — білих - 0,4 % — корінних американців - 0,4 % — чорних або афроамериканців - 10,0 % — осіб інших рас |

До двох чи більше рас належало 2,9 %. Частка іспаномовних становила 26,9 % від усіх жителів.
За віковим діапазоном населення розподілялося таким чином: 18,1 % — особи молодші 18 років, 62,6 % — особи у віці 18—64 років, 19,3 % — особи у віці 65 років та старші. Медіана віку мешканця становила 43,1 року. На 100 осіб жіночої статі у місті припадало 92,2 чоловіків;  на 100 жінок у віці від 18 років та старших — 89,4 чоловіків також старших 18 років.
Середній дохід на одне домашнє господарство  становив 75 099 доларів США (медіана — 54 097), а середній дохід на одну сім'ю — 81 870 доларів (медіана — 59 671). Медіана доходів становила 40 989 доларів для чоловіків та 40 230 доларів для жінок. За межею бідності перебувало 17,3 % осіб, у тому числі 23,8 % дітей у віці до 18 років та 16,3 % осіб у віці 65 років та старших.
Цивільне працевлаштоване населення становило 26 987 осіб. Основні галузі зайнятості: освіта, охорона здоров'я та соціальна допомога — 22,7 %, науковці, спеціалісти, менеджери — 11,4 %, мистецтво, розваги та відпочинок — 11,4 %.